# Oporinia alticolaria
Oporinia alticolaria är en fjärilsart som beskrevs av Harris 1915. Oporinia alticolaria ingår i släktet Oporinia och familjen mätare. Inga underarter finns listade i Catalogue of Life.